# Korsaki
Korsaki (en rus: Корсаки) és un poble (una possiólok) de l'óblast de Rostov, segons el cens rus del 2010 tenia 71 habitants. Pertany al districte de Proletarsk.